# M62型柴油机车
М62型柴油机车是苏联第二代柴油机车的其中一种，由位于乌克兰的卢甘斯克机车厂（Луганский тепловозостроительный завод）设计制造，并大量出口到许多华约组织成员国、社会主义国家，包括捷克斯洛伐克、蒙古、古巴等地。除了最普遍的单机双司机室车型外，也有双机固定重联的2М62型、三机固定重联的3М62型机车。从1965年至1994年间，共生产了超过7100台单节机车，组成超过5200台（组）М62、2М62、3М62型机车。

## 历史
从字面上看，M62型柴油机车是为匈牙利国铁的一款柴油机车（“M”-“Motormozdony”，匈牙利语，机车；“6”，6轴机车；“2”，机车两端均为驾驶室）。起因是1960年代匈牙利从瑞典NOHAB公司购置M61型柴油机车，苏联方面得知此事后决定研制M62型柴油机车。

## 机车运用

### 苏联铁路 M62型

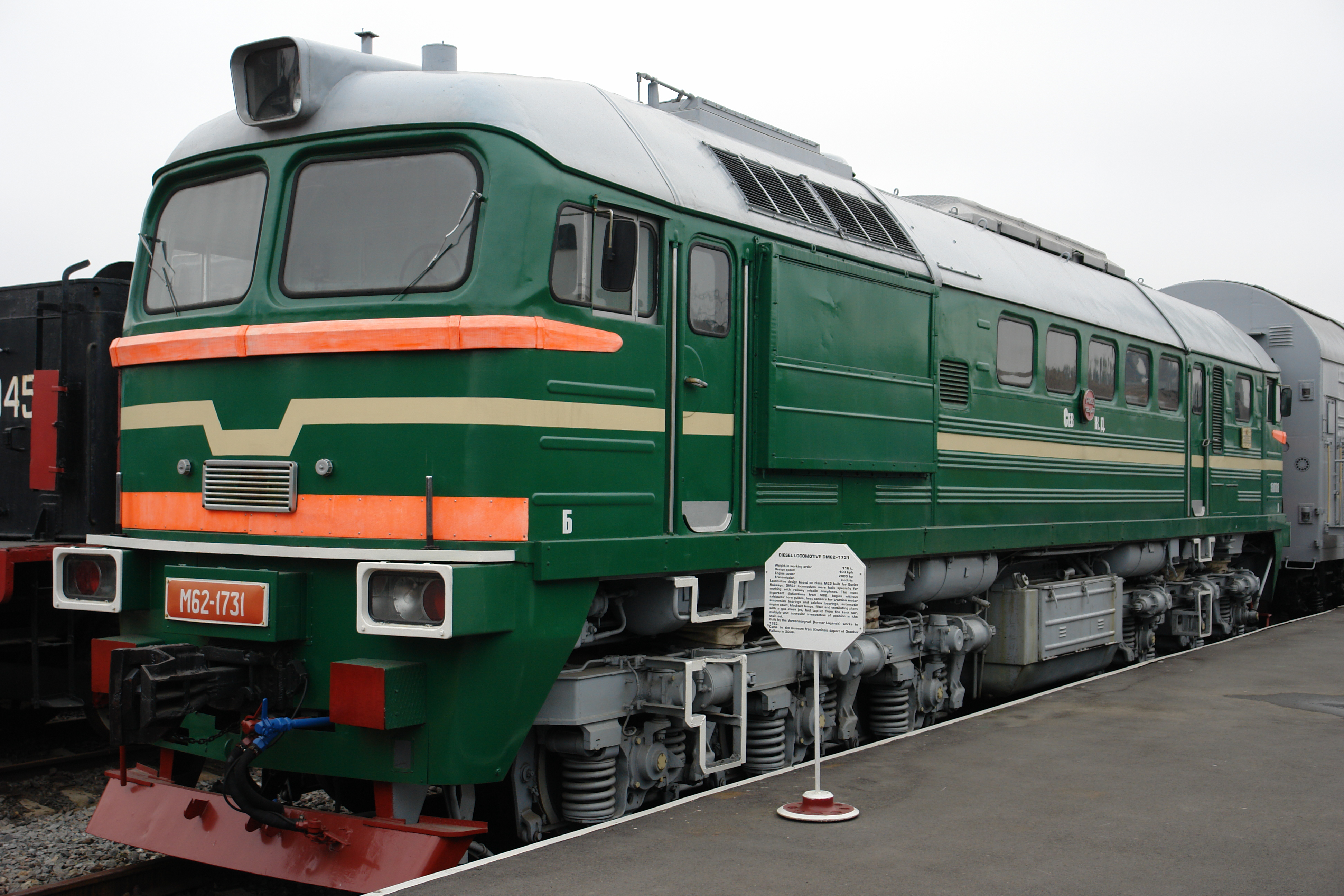
保存于圣彼得堡十月铁路博物馆的第1731号DM62型柴油机车

1970年到1976年，苏联铁路装备了723台M62型柴油机车。这其中既有单机版本，亦有双机固定重联版本和三机固定重联版本，以及特殊版本。以下一一作出介绍。

#### M62UP型
M62UP型根据于3M62U型改进而来，共计制造了39台。这一版本的机车运用于工业上。

#### DM62型
该版本M62型是军用版本，生产于1982年到1994年，用于RT-23 Molodets导弹等苏联洲际弹道导弹列车的本务机。现时有一部分DM62型下放到地方使用。其中一台编号为1731号的DM62型机车保存于圣彼得堡十月铁路博物馆。

### 波兰铁路 M62型和ST44型
在20世纪60年代，波兰需要大功率的柴油机车，但限于当时波兰不能生产柴油机车，波兰只好从苏联购置M62型柴油机车，共计1,191台（其中1,114台归波兰国铁，68台归采用宽轨轨距的冶金铁路，另外9台用于工业）。

### 朝鲜铁路 M62型

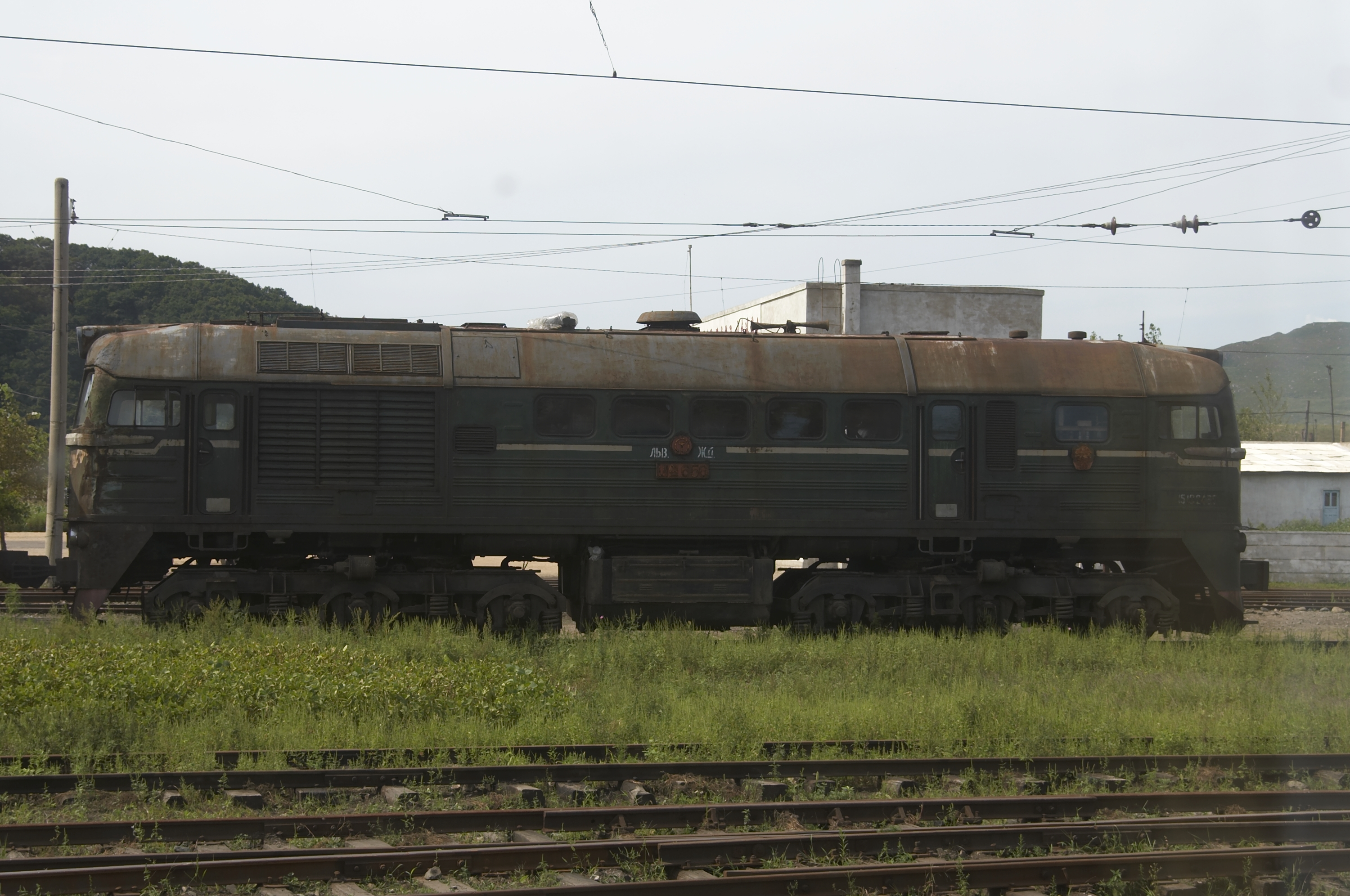
拍摄于朝俄边境朝方一侧的朝鲜铁路M62型柴油机车。从机车中部的西里尔字母来看，该机车原配属于乌克兰铁路利沃夫机务段。

在1967年到1995年，朝鲜向苏联和苏联解体后的俄罗斯联邦购置了56台M62型柴油机车。但是后来朝鲜又向德国、波兰、斯洛伐克分别购置了31台、13台、6台同型号机车。这些M62型柴油机车被朝鲜铁路命名为내연6xx(Naeyŏn 6xx；内燃 6××)。其中一台编号为602号的M62型柴油机车因其曾被金日成乘坐，而成为挂牌机车。

#### 机车改造
朝鲜在M62型柴油机车的基础上研制了两台金星型柴油机车，编号为8001-8002。其中8002号机车造好后被保存于平壤三大革命博物馆。
另外有至少15台M62型柴油机车被改造为电力机车，使用3000伏供电制式。

### 蒙古铁路 M62型

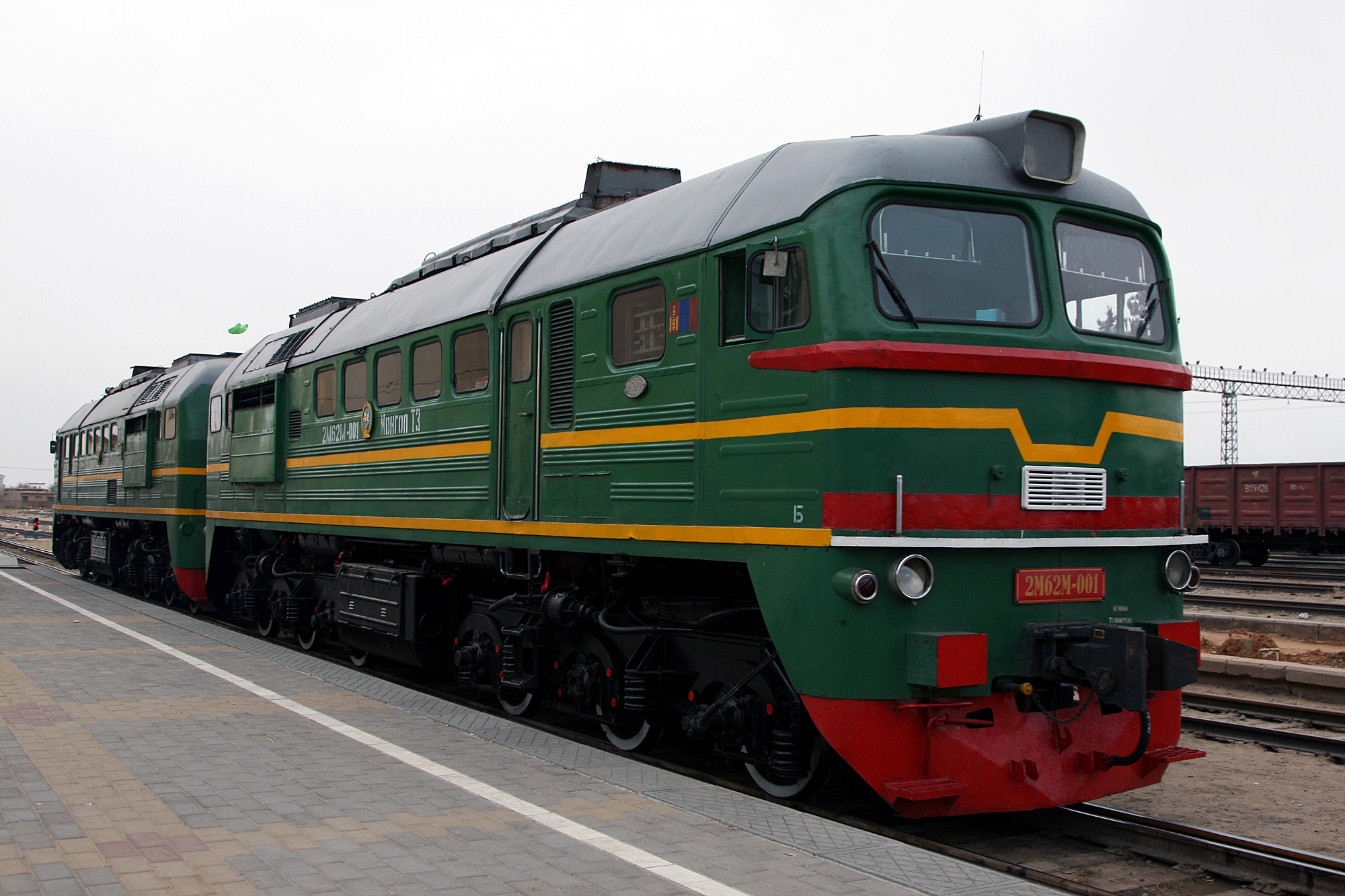
蒙古国铁路2M62M型柴油机车

1980年到1990年，蒙古铁路向苏联购买了13台M62UM型机车和66组双机固定重联版本的2M62M型机车。据传有5组2M62M型机车被改造为2Zagal型柴油机车（蒙古语：两匹白马）。

### 东德铁路 120型

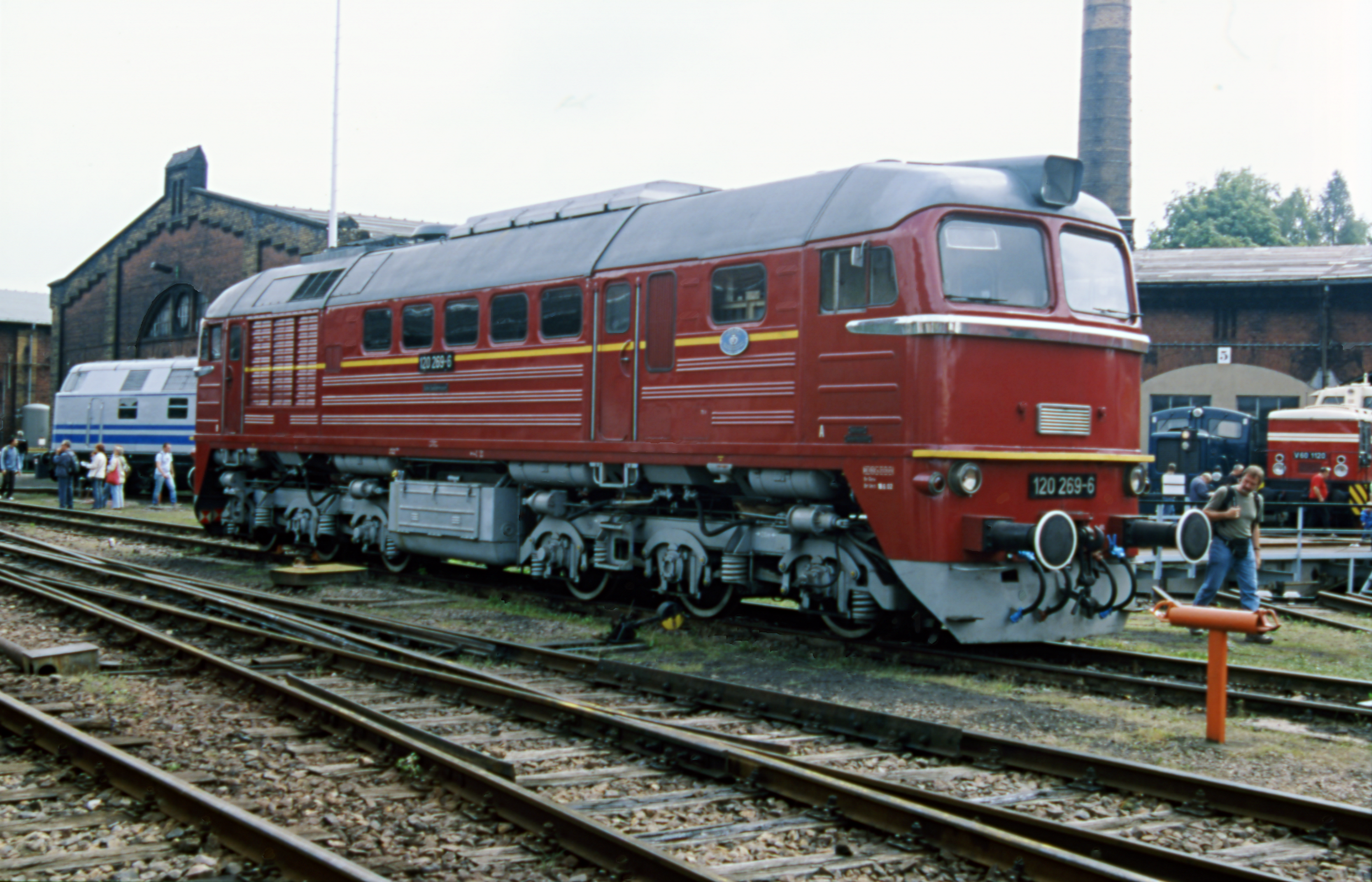
120 269号机车于开姆尼茨（2009年）

在20世纪60年代，德国国营铁路计划将铁路运输的牵引动力逐渐由蒸汽机车转换为柴油机车。为达到此目的，相关机车除了会在巴伯尔斯贝格和亨尼希斯多夫生产外，也会从苏联的卢甘斯克（今属乌克兰）进口。这是不可避免的，因为根据经济互助委员会（经互会）在内部专业化的协议结果，民主德国将不再生产大功率的柴油机车。其中首个进口的车型便是功率为1,470千瓦（2,000匹马力）、用于货运服务的V200型机车，即后来的120型机车。其原型M62型机车此前已顺利交付苏联和其它国家的铁路运营商使用，并在实际运用中得到验证。从1966年至1975年，德国国营铁路共购入了378台这一系列的机车。
在两德统一后，原德国联邦铁路的220型柴油机车均已全数退役，因此德国国营铁路仍然在役的逾200台120型机车得以被重定型为“220型”的新称号。在两家国铁合并为新的德国铁路股份公司后，这些机车仍然使用220型的称号，直至1995年最终退出运营。部分机车已销往立陶宛和朝鲜乃至德国的私营铁路运营商。

### 捷克斯洛伐克 781型

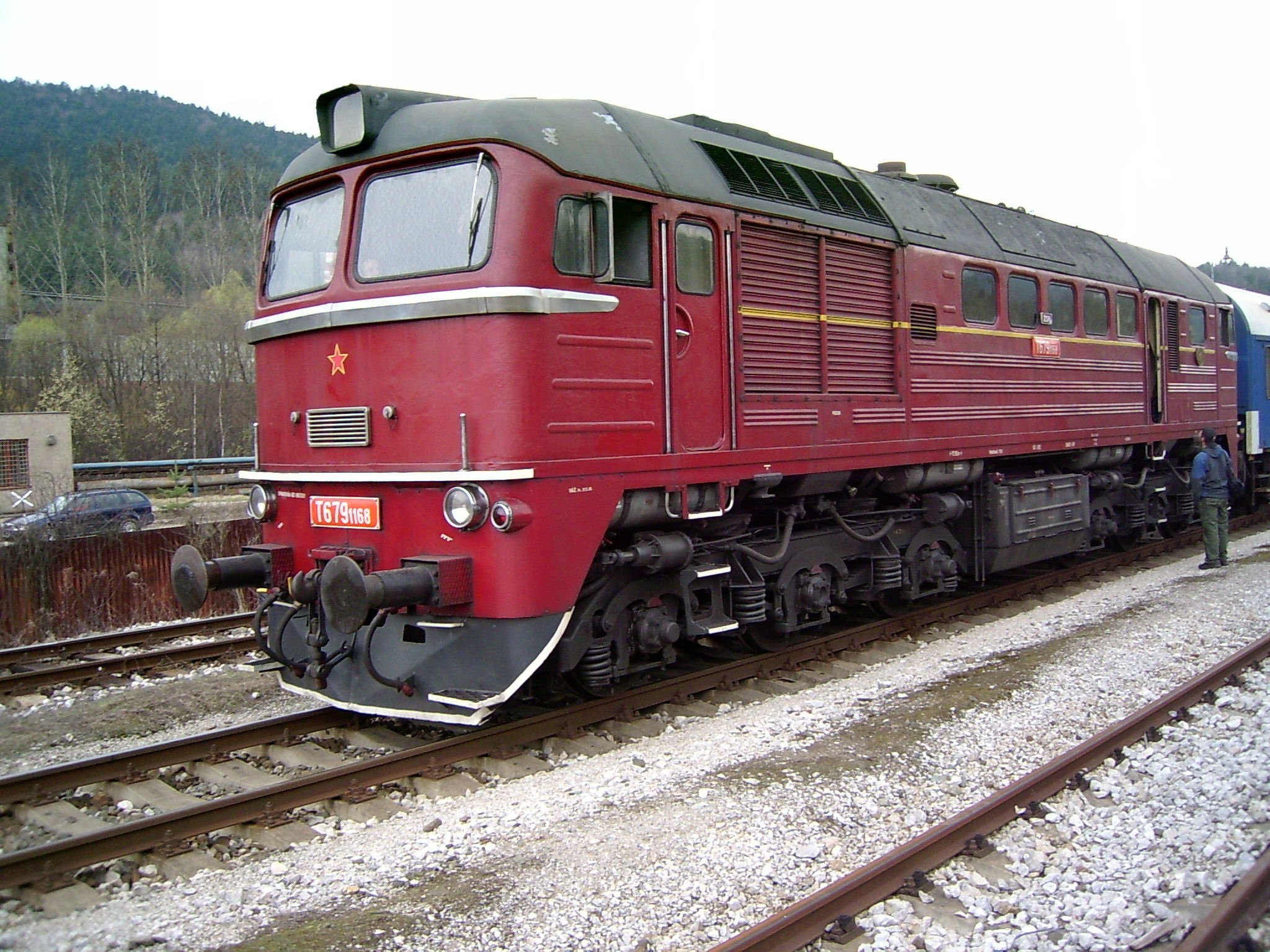
捷克斯洛伐克铁路781型柴油机车

在1966年到1979年期间，有599台M62型柴油机车被装备到捷克斯洛伐克铁路。它们最初被命名为T679.1型（采用标准轨距）和T679.5型（采用宽轨轨距），后来被正式命名为781型和781.8型。

### 匈牙利铁路 M62型

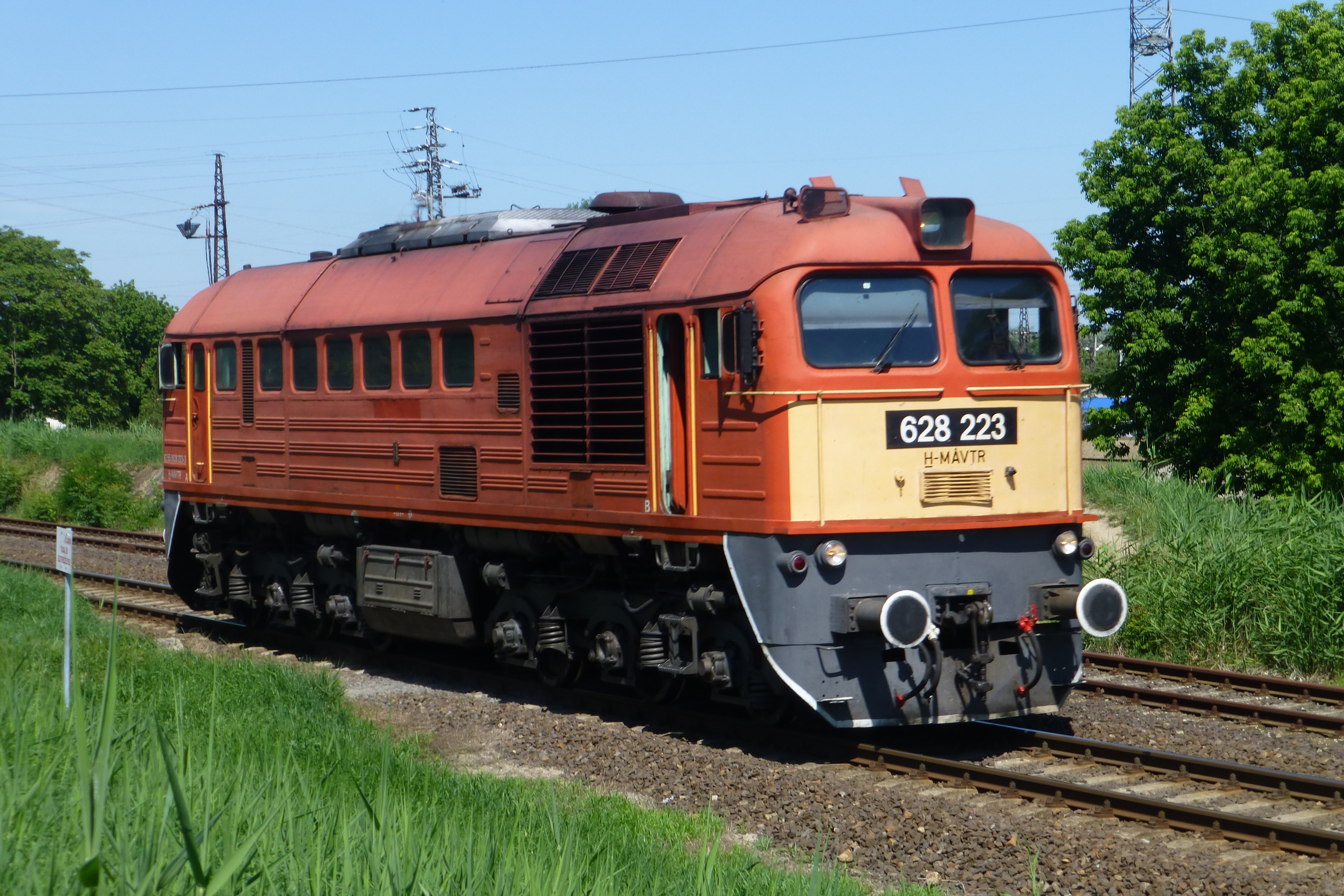
一台匈牙利国铁M62型柴油机车

在1966年到1978年期间，匈牙利国铁配属294台M62型柴油机车。

### 古巴铁路 M-62K型
在1974年到1975年期间，有20台被命名为M-62K型的M62型柴油机车配属至古巴铁路，但部分机车服役时间并不长。有部分该型机车在西恩富戈斯至少服役至2003年。其中有一台编号为61602的M-62K型机车保存于位于哈瓦那的古巴铁路博物馆，这台机车曾被菲德尔·卡斯特罗所驾驶，沿古巴中央铁路，由哈瓦那行驶至圣地亚哥。

## 机车昵称
- 俄罗斯联邦-Машка
- 白俄罗斯-Муха
- 波兰-Gagarin：尤里·阿列克谢耶维奇·加加林，苏联红军上校飞行员，是人类第一个进入太空的人
- 立陶宛-Meška
- 匈牙利-Szergej，谢尔盖，俄罗斯人名中常用的名字
- 捷克斯洛伐克-Sergej，谢尔盖，俄罗斯人名中常用的名字
- 东德-Taigatrommel